# سان جيورجي مورغيتو
هي مدينة تقع في مقاطعة ريدجو كالابريا في إيطاليا .

## توأمة
لسان جيورجي مورغيتو اتفاقيات توأمة مع كل من:
- أوستا
- سان لوكا